# Исторический метод
Исторический метод  — метод социологических исследований, который включает в себя приемы, средства и техники, которые применяют историки для изучения и интерпретации текстов первоисточников и поиска иных доказательств, в том числе археологических доказательств, используемых для исследования, а также изложения исторических событий. В философии истории исторический метод используется как метод теории познания. 
Изучение исторического метода и различных способов отображения исторических фактов и событий называется историографией. Исторический метод (историко-критический метод) имеет первостепенное значение для написания истории, отображения причинно-следственных связей, воссоздания событий прошлого.

## Методология
Методология исторического метода сконцентрирована на определении подлинности исторических событий, нашедших отражение в древних текстах. Историчность противостоит мифическому отображению событий и является документированной историей. Ключевая цель применения исторического метода состоит в том, чтобы найти реальные факты, доказать их подлинность, историчность или отсутствие историчности. Исторический метод базируется на определенных правилах и установках, используемых для интерпретации первоисточников.

## Критика источника
Критическое изучение источников —  это процесс оценки первоисточников по таким признакам как валидность, надежность, соответствие теме исследования.
Гилберт Дж. Гэррэган предложил методику проверки первоисточника по следующим шести вопросам:
1. Когда источник был написан или не написан (дата)?
2. Где источник был создан (локализация)?
3. Кем источник был создан (авторство)?
4. Какой материал лег в основу источника (анализ)?
5. В какой первоначальной форме источник был создан (целостность)?
6. Каковы доказательства содержания источника (авторитет)?

Первые четыре вопроса формируют более высокий критический анализ, пятый вопрос – это более низкий критический анализ, в целом эти вопросы формируют внешнюю критику. Шестой и последний вопрос о первоисточнике называется внутренней критикой. В целом все вопросы известны как критический анализ источников.
Р. Дж. Шейфер по поводу внешней критики высказывал мнение, что иногда говорят, что эта функция имеет негативное значение, просто спасая от ложных доказательств; в то время как «внутренняя критика имеет положительное значение, подсказывая, как использовать проверку первоисточника на подлинность доказательств».

## Общее правило изучения источника
Один из исследователей исторического метода Луи Готтшальк, отмечая условия при которых несколько документов могут считаться абсолютно надежными, устанавливает общее правило. Данное правило гласит, что для каждого конкретного документа процесс установления достоверности (идентификации) должен быть проведен отдельно независимо от правдивости (авторитета) автора. При этом каждая часть доказательств должна быть оценена по отдельности.

## Процедура проверки надежности первоисточника
Бернгейм (1889) и Ланглуа и Сеньобос (1898) предложили семиступенчатую процедуру проверки надежности исторических первоисточников:
1. Если все источники придерживаются единого мнения о событии, историки могут считать, что событие действительно имело место.
2. Однако всегда возможны исключения из правил. Даже если большинство источников связывают события воедино, если источник не проходит тест на критический анализ текста, он не может считаться достоверным.
3. Источнику, который может быть подтвержден ссылками на внешние источники в отдельных местах текста, можно доверять в полном объеме, если даже это и не подтверждается всем текстом первоисточника.
4. Когда два источника расходятся по определенным позициям, историк предпочтет более авторитетный первоисточник, другими словами, тот первоисточник источник, который создан экспертом или очевидцем.
5. В целом мнение очевидцев предпочтительней, особенно в тех случаях, когда обычный наблюдатель мог сообщить конкретные факты и данные о происходящем событии.
6. Если два независимо созданных источника сходятся во мнении по какому-либо вопросу, достоверность каждого из них будет существенно выше.
7. Когда два источника противоречат друг другу и не существует иных оценок и доказательств, историки принимают тот первоисточник, который не противоречит здравому смыслу.

В целом эволюция развития исторического метода связана с получением новых доказательств надежности первоисточников.